# 照壁山铜矿遗址
照壁山铜矿遗址位于中国宁夏回族自治区中卫市沙坡头区镇罗镇以北的照壁山上，该遗址于1987年被发现，共分为矿洞、冶炼遗址和居住遗址三个部分。经考古人员认定，该铜矿遗址是截至2006年在中国西北地区发现的最古老铜矿遗址。2006年，该遗址被列为全国重点文物保护单位。

## 发现
1987年，考古工作人员在照壁山上发现了该铜矿遗址。根据出土文物的年代，考古人员推测该铜矿最晚在汉代时已有开采纪录，且直至西夏、元朝时仍有冶炼和开采活动:28。2006年，照壁山铜矿遗址被列为全国重点文物保护单位。当年8月，照壁山铜矿被认定为中华人民共和国西北地区已发现的最古老铜矿遗址。2012年和2015年，关于照壁山铜矿遗址的保护规划编制立项先后两次被国家文物局驳回。

## 结构
照壁山铜矿遗址可分为古矿洞、冶炼遗址和居住遗址三部分，其中在照壁山方圆一公里的范围内分布了27座古铜矿遗址，其矿洞入口可分为竖井式、斜坡式、平行坑道式三个种类，部分坑道被后来的开采活动破坏严重，大量坑道被山洪淤塞。考古人员在矿洞内发掘出了白釉斜壁碗、瓷灯、汉代博山陶炉、钱币以及其他陶器。冶炼遗址中共有10余座窑炉，窑炉内有炼铜后遗留下来的石渣和碳渣，以及部分堆积的灰层。考古人员在部分冶炼遗址发现了大量的陶器残片，其中以泥质灰陶为主，此外还有泥制红陶和夹砂红陶。冶炼遗址由于受到自然风化而损毁严重。在生活遗址中，考古队员发掘出了汉代的陶器残片和宋元时代的陶器残片:29。:28-29:361